# Gellicum
Gellicum (51° 53′ N, 5° 09′ L) é uma cidade dos Países Baixos, na província de Guéldria. Gellicum pertence ao município de Geldermalsen, e está situada a 13 km, a leste de Gorinchem.
Em 2001, a cidade de Gellicum tinha 183 habitantes. A área urbana da cidade é de 0.093 km², e tem 70 residências. 
A área de Gellicum, que também inclui as partes periféricas da cidade, bem como a zona rural circundante, tem uma população estimada em 310 habitantes.